# Miami Open 2023 - Qualificazioni singolare femminile
Le qualificazioni del singolare femminile del Miami Open 2023 sono state un torneo di tennis preliminare per accedere alla fase finale della manifestazione. Le vincitrici dell'ultimo turno sono entrate di diritto nel tabellone principale. In caso di ritiro di una o più giocatrici aventi diritto, a queste sono subentrate le lucky loser, ossia le giocatrici che avevano perso nell'ultimo turno ma che avevano una classifica più alta rispetto alle altre partecipanti che avevano comunque perso nel turno finale.

## Teste di serie
1. Varvara Gračëva (qualificata)
2. Caty McNally (primo turno)
3. Katie Volynets (primo turno)
4. Karolína Muchová (qualificata)
5. Ysaline Bonaventure (primo turno)
6. Kamilla Rachimova (primo turno)
7. Cristina Bucșa (primo turno)
8. Viktorija Tomova (ultimo turno, lucky loser)
9. Rebeka Masarova (primo turno)
10. Julia Grabher (ultimo turno, lucky loser)
11. Diana Šnaider (primo turno)
12. Lesja Curenko (qualificata)

1. Sara Errani (primo turno)
2. Viktorija Golubic (qualificata)
3. Anna-Lena Friedsam (qualificata)
4. Anna Karolína Schmiedlová (qualificata)
5. Rebecca Peterson (primo turno)
6. Laura Pigossi (primo turno)
7. Magdalena Fręch (ultimo turno, lucky loser)
8. Harriet Dart (ultimo turno)
9. Tereza Martincová (qualificata)
10. Tamara Zidanšek (ultimo turno)
11. Kimberly Birrell (primo turno)
12. Eva Lys (ultimo turno)

## Qualificate
1. Varvara Gračëva
2. Anna-Lena Friedsam
3. Storm Hunter
4. Karolína Muchová
5. Mirjam Björklund
6. Katherine Sebov

1. Anna Karolína Schmiedlová
2. Viktorija Golubic
3. Nao Hibino
4. Tereza Martincová
5. Laura Siegemund
6. Lesja Curenko

## Lucky loser
1. Viktorija Tomova
2. Julia Grabher

1. Magdalena Fręch

## Tabellone

### Legenda
| - Q = Qualificato - WC = Wild card - LL = Lucky loser | - ALT = Alternate - SE = Special Exempt - PR = Protected Ranking | - w/o = Walkover - r = Ritirato - d = Squalificato |

### Sezione 1
|  | Primo turno | Primo turno      | Primo turno      | Primo turno | Primo turno |  |  | Ultimo turno | Ultimo turno    | Ultimo turno    | Ultimo turno | Ultimo turno |  |
|  |             |                  |                  |             |             |  |  |              |                 |                 |              |              |  |
|  | 1           | Varvara Gračëva  | Varvara Gračëva  | 7           | 6           |  |  |              |                 |                 |              |              |  |
|  |             | Réka Luca Jani   | Réka Luca Jani   | 65          | 2           |  |  | 1            | Varvara Gračëva | Varvara Gračëva | 7            | 6            |  |
|  |             | Peyton Stearns   | Peyton Stearns   | 6           | 6           |  |  |              | Peyton Stearns  | Peyton Stearns  | 6            | 1            |  |
|  | 17          | Rebecca Peterson | Rebecca Peterson | 2           | 4           |  |  |              |                 |                 |              |              |  |

### Sezione 2
|  | Primo turno | Primo turno        | Primo turno        | Primo turno | Primo turno |  |  | Ultimo turno | Ultimo turno       | Ultimo turno | Ultimo turno | Ultimo turno |  |
|  |             |                    |                    |             |             |  |  |              |                    |              |              |              |  |
|  | 2           | Caty McNally       | 3                  | 7           | 3           |  |  |              |                    |              |              |              |  |
|  |             | Dajana Jastrems'ka | 6                  | 64          | 6           |  |  |              | Dajana Jastrems'ka | 6            | 6(0)         | 3            |  |
|  | PR          | Olga Danilović     | Olga Danilović     | 3           | 4           |  |  | 15           | Anna-Lena Friedsam | 1            | 7            | 6            |  |
|  | 15          | Anna-Lena Friedsam | Anna-Lena Friedsam | 6           | 6           |  |  |              |                    |              |              |              |  |

### Sezione 3
|  | Primo turno | Primo turno      | Primo turno      | Primo turno | Primo turno |  |  | Ultimo turno | Ultimo turno | Ultimo turno | Ultimo turno | Ultimo turno |  |
|  |             |                  |                  |             |             |  |  |              |              |              |              |              |  |
|  | 3           | Katie Volynets   | Katie Volynets   | 3           | 2           |  |  |              |              |              |              |              |  |
|  |             | Kaja Juvan       | Kaja Juvan       | 6           | 6           |  |  |              | Kaja Juvan   | Kaja Juvan   | 4            | 3            |  |
|  | WC          | Storm Hunter     | Storm Hunter     | 6           | 6           |  |  | WC           | Storm Hunter | Storm Hunter | 6            | 6            |  |
|  | 23          | Kimberly Birrell | Kimberly Birrell | 3           | 3           |  |  |              |              |              |              |              |  |

### Sezione 4
|  | Primo turno | Primo turno      | Primo turno      | Primo turno | Primo turno |  |  | Ultimo turno | Ultimo turno     | Ultimo turno     | Ultimo turno | Ultimo turno |  |
|  |             |                  |                  |             |             |  |  |              |                  |                  |              |              |  |
|  | 4           | Karolína Muchová | Karolína Muchová | 6           | 6           |  |  |              |                  |                  |              |              |  |
|  |             | Heather Watson   | Heather Watson   | 1           | 1           |  |  | 4            | Karolína Muchová | Karolína Muchová | 6            | 6            |  |
|  | PR          | Kristína Kučová  | Kristína Kučová  | 7           | 6           |  |  | PR           | Kristína Kučová  | Kristína Kučová  | 1            | 3            |  |
|  | 18          | Laura Pigossi    | Laura Pigossi    | 5           | 1           |  |  |              |                  |                  |              |              |  |

### Sezione 5
|  | Primo turno | Primo turno           | Primo turno           | Primo turno | Primo turno |  |  | Ultimo turno | Ultimo turno     | Ultimo turno | Ultimo turno | Ultimo turno |  |
|  |             |                       |                       |             |             |  |  |              |                  |              |              |              |  |
|  | 5           | Ysaline Bonaventure   | 4                     | 6           | 3           |  |  |              |                  |              |              |              |  |
|  |             | Mirjam Björklund      | 6                     | 4           | 6           |  |  |              | Mirjam Björklund | 6            | 3            | 6            |  |
|  |             | Marina Bassols Ribera | Marina Bassols Ribera | 62          | 0           |  |  | 22           | Tamara Zidanšek  | 3            | 6            | 4            |  |
|  | 22          | Tamara Zidanšek       | Tamara Zidanšek       | 7           | 6           |  |  |              |                  |              |              |              |  |

### Sezione 6
|  | Primo turno | Primo turno       | Primo turno       | Primo turno | Primo turno |  |  | Ultimo turno | Ultimo turno    | Ultimo turno | Ultimo turno | Ultimo turno |  |
|  |             |                   |                   |             |             |  |  |              |                 |              |              |              |  |
|  | 6           | Kamilla Rachimova | Kamilla Rachimova | 4           | 3           |  |  |              |                 |              |              |              |  |
|  | WC          | Katherine Sebov   | Katherine Sebov   | 6           | 6           |  |  | WC           | Katherine Sebov | 62           | 7            | 6            |  |
|  |             | Jodie Burrage     | Jodie Burrage     | 6           | 6           |  |  |              | Jodie Burrage   | 7            | 5            | 3            |  |
|  | 13          | Sara Errani       | Sara Errani       | 1           | 3           |  |  |              |                 |              |              |              |  |

### Sezione 7
|  | Primo turno | Primo turno               | Primo turno               | Primo turno | Primo turno |  |  | Ultimo turno | Ultimo turno              | Ultimo turno | Ultimo turno | Ultimo turno |  |
|  |             |                           |                           |             |             |  |  |              |                           |              |              |              |  |
|  | 7           | Cristina Bucșa            | 6                         | 3           | 4           |  |  |              |                           |              |              |              |  |
|  |             | Emma Navarro              | 2                         | 6           | 6           |  |  |              | Emma Navarro              | 5            | 6            | 1            |  |
|  | WC          | Whitney Osuigwe           | Whitney Osuigwe           | 3           | 4           |  |  | 16           | Anna Karolína Schmiedlová | 7            | 2            | 6            |  |
|  | 16          | Anna Karolína Schmiedlová | Anna Karolína Schmiedlová | 6           | 6           |  |  |              |                           |              |              |              |  |

### Sezione 8
|  | Primo turno | Primo turno       | Primo turno       | Primo turno | Primo turno |  |  | Ultimo turno | Ultimo turno      | Ultimo turno      | Ultimo turno | Ultimo turno |  |
|  |             |                   |                   |             |             |  |  |              |                   |                   |              |              |  |
|  | 8           | Viktorija Tomova  | Viktorija Tomova  | 6           | 7           |  |  |              |                   |                   |              |              |  |
|  | WC          | Katrina Scott     | Katrina Scott     | 2           | 5           |  |  | 8            | Viktorija Tomova  | Viktorija Tomova  | 2            | 3            |  |
|  | Alt         | Carol Zhao        | Carol Zhao        | 3           | 3           |  |  | 14           | Viktorija Golubic | Viktorija Golubic | 6            | 6            |  |
|  | 14          | Viktorija Golubic | Viktorija Golubic | 6           | 6           |  |  |              |                   |                   |              |              |  |

### Sezione 9
|  | Primo turno | Primo turno     | Primo turno     | Primo turno | Primo turno |  |  | Ultimo turno | Ultimo turno    | Ultimo turno    | Ultimo turno | Ultimo turno |  |
|  |             |                 |                 |             |             |  |  |              |                 |                 |              |              |  |
|  | 9           | Rebeka Masarova | Rebeka Masarova | 4           | 1           |  |  |              |                 |                 |              |              |  |
|  |             | Nao Hibino      | Nao Hibino      | 6           | 6           |  |  |              | Nao Hibino      | Nao Hibino      | 6            | 7            |  |
|  |             | Ylena In-Albon  | Ylena In-Albon  | 2           | 3           |  |  | 19           | Magdalena Fręch | Magdalena Fręch | 4            | 65           |  |
|  | 19          | Magdalena Fręch | Magdalena Fręch | 6           | 6           |  |  |              |                 |                 |              |              |  |

### Sezione 10
|  | Primo turno | Primo turno       | Primo turno       | Primo turno | Primo turno |  |  | Ultimo turno | Ultimo turno      | Ultimo turno | Ultimo turno | Ultimo turno |  |
|  |             |                   |                   |             |             |  |  |              |                   |              |              |              |  |
|  | 10          | Julia Grabher     | Julia Grabher     | 7           | 7           |  |  |              |                   |              |              |              |  |
|  | WC          | Priska Nugroho    | Priska Nugroho    | 67          | 62          |  |  | 10           | Julia Grabher     | 6            | 3            | 2            |  |
|  |             | Simona Waltert    | Simona Waltert    | 3           | 2           |  |  | 21           | Tereza Martincová | 4            | 6            | 6            |  |
|  | 21          | Tereza Martincová | Tereza Martincová | 6           | 6           |  |  |              |                   |              |              |              |  |

### Sezione 11
|  | Primo turno | Primo turno     | Primo turno     | Primo turno | Primo turno |  |  | Ultimo turno | Ultimo turno    | Ultimo turno    | Ultimo turno | Ultimo turno |  |
|  |             |                 |                 |             |             |  |  |              |                 |                 |              |              |  |
|  | 11          | Diana Šnaider   | Diana Šnaider   | 4           | 64          |  |  |              |                 |                 |              |              |  |
|  |             | Laura Siegemund | Laura Siegemund | 6           | 7           |  |  |              | Laura Siegemund | Laura Siegemund | 7            | 6            |  |
|  | PR          | Vera Zvonarëva  | Vera Zvonarëva  | 4           | 1           |  |  | 24           | Eva Lys         | Eva Lys         | 5            | 1            |  |
|  | 24          | Eva Lys         | Eva Lys         | 6           | 6           |  |  |              |                 |                 |              |              |  |

### Sezione 12
|  | Primo turno | Primo turno     | Primo turno     | Primo turno | Primo turno |  |  | Ultimo turno | Ultimo turno  | Ultimo turno  | Ultimo turno | Ultimo turno |  |
|  |             |                 |                 |             |             |  |  |              |               |               |              |              |  |
|  | 12          | Lesja Curenko   | Lesja Curenko   | 6           | 6           |  |  |              |               |               |              |              |  |
|  |             | CoCo Vandeweghe | CoCo Vandeweghe | 3           | 3           |  |  | 12           | Lesja Curenko | Lesja Curenko | 7            | 6            |  |
|  |             | Katie Swan      | 6               | 2           | 3           |  |  | 20           | Harriet Dart  | Harriet Dart  | 64           | 2            |  |
|  | 20          | Harriet Dart    | 3               | 6           | 6           |  |  |              |               |               |              |              |  |